# Bugs Bunny & Taz: Time Busters
Bugs Bunny & Taz: Time Busters — компьютерная игра в жанре платформера, разработанная по мотивам мультсериала Looney Tunes. Разработана Artifical Mind and Movement и выпущена Infogramers для Sony PlayStation и Microsoft Windows в 2000 году. Непрямое продолжение игры 1999 года Bugs Bunny: Lost in Time.

## Сюжет
Даффи Дак, работающий дезинсектором в компании «Jet Age Pest Control», случайно повреждает Регулятор времени, принадлежащий Бабуле, из-за чего перемещается в прошлое вместе с основным компонентом устройства — Временным кристаллом. Неисправность прибора приводит к временным перемещениям различных персонажей и рассеиванию составных частей механизма. По прибытии в дом Бабули, Багз Банни получает поручение: совместно с её питомцем Тазом обнаружить Временной кристалл, компоненты механизма, пропавших персонажей и Даффи. В процессе поиска Багз и Таз решают головоломки и противостоят антагонистам, с которыми Даффи вступил в конфликт из-за попыток похитить их ценности.
В игре представлены две возможные концовки после победы над финальным антагонистом, графом Бладкаунтом. При отсутствии всех собранных шестерёнок Регулятора времени на момент победы над Бладкаунтом Бабуля предлагает игроку вернуться к поиску оставшихся деталей. В случае отказа игрока Бабуля соглашается с тем, что Регулятор времени не работает идеально, и Даффи остаётся в Трансильванской эпохе, где его убивает и съедает граф Бладкаунт. При наличии всех шестерёнок на момент победы над Бладкаунтом, Бабуля восстанавливает работоспособность Регулятора и спасает Даффи. Порталы во все эпохи при этом закрываются навсегда, а вернувшийся в настоящее время Даффи оказывается уменьшенным до размеров насекомого.

## Игровой процесс
Основная цель игры заключается в сборе шестерёнок, разбросанных по уровням, и прохождении четырёх различных исторических эпох. Игровой процесс во многом схож с Bugs Bunny: Lost in Time. В игре реализован многопользовательский режим, позволяющий одному игроку управлять Багзом, а другому — Тазом. При одиночном прохождении игрок попеременно контролирует обоих персонажей. Для преодоления препятствий и победы над определёнными противниками требуется использование уникальных способностей обоих персонажей.
Доступ ко всем историческим эпохам осуществляется через центральный уровень Гранвич. Для перехода к следующей эпохе требуется завершение всех уровней текущей эпохи, победа над боссом и сбор практически всех шестерёнок данного периода. После завершения последней эпохи игроку показывается одна из двух концовок в зависимости от количества собранных шестерёнок. При неполном наборе шестерёнок игрок может продолжить игру для поиска оставшихся деталей.

## Критика
| Сводный рейтинг    | Сводный рейтинг | Сводный рейтинг |
| Издание            | Оценка          | Оценка          |
| Издание            | PC              | PS              |
| ------------------ | --------------- | --------------- |
| GameRankings       | 70%             | 74.95%          |
| Metacritic         | N/A             | 72/100          |
| Иноязычные издания |                 |                 |
| Издание            | Оценка          | Оценка          |
| Издание            | PC              | PS              |
| AllGame            | [ 5 ]           | [ 6 ]           |
| EGM                | N/A             | 7.67/10         |
| Game Informer      | N/A             | 8.5/10          |
| GameSpot           | N/A             | 7.5/10          |
| GameZone           | 8/10            | N/A             |
| IGN                | 6.8/10          | 7.9/10          |
| OPM                | N/A             | [ 13 ]          |
| PC Zone            | 67%             | N/A             |

После выпуска игра была встречена в целом благоприятно. На агрегаторе GameRankings версия для PlayStation получила оценку 74,95 %, на Metacritic — 72 из 100 баллов, тогда как версия для персональных компьютеров на GameRankings получила среднюю оценку в 70 %. В своей рецензии для GameSpot Фрэнк Прово отметил, что игра «успешно передаёт юмористическую составляющую и особенности франшизы Looney Tunes».